# Springfield Splendor
Springfield Splendor est un épisode de la série télévisée d'animation Les Simpson. Il s'agit du deuxième épisode de la vingt-neuvième saison et du 620e épisode de la série. Il est diffusé pour la première fois le 8 octobre 2017 aux États-Unis.

## Synopsis
Lisa a fait un cauchemar pour la 4e nuit consécutive et demande à suivre une thérapie. Une psychologue lui demande de dessiner une journée type dans sa vie mais Lisa se rend compte qu'elle n'est pas douée pour dessiner. Voyant que Marge s'en tire mieux dans ce domaine, elles décident que Marge illustrera ce que Lisa racontera. En retournant chez la psychologue, Lisa perd ses dessins qui sont trouvés par Kumiko, la femme du vendeur de BD, qui décide d'en vendre des copies à la boutique. D'abord horrifiée, elle est agréablement surprise en découvrant que les gens apprécient, c'est un succès. Elles produisent bientôt d'autres numéros avec Marge, mais entre les fans obsédés par le travail de Lisa et l'adaptation sur Broadway concentrée sur le style de Marge, une bataille d'égo démarre entre la mère et la fille...

## Réception
Lors de sa première diffusion l'épisode a attiré 5,37 millions de téléspectateurs.
En France, il réunira 441,000 téléspectateurs.